# 托奎山
62°28′04″S 60°47′29.3″W / 62.46778°S 60.791472°W

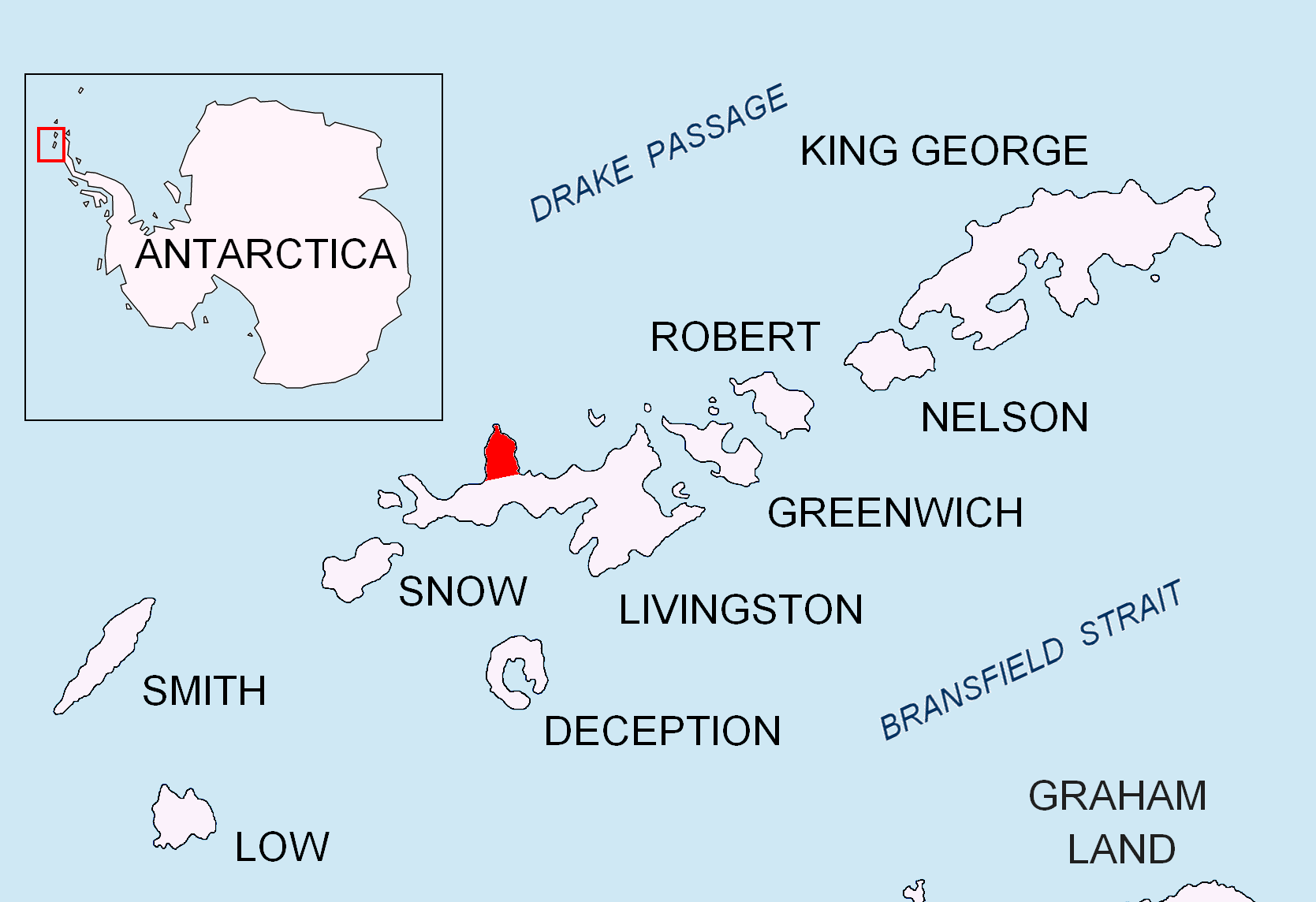

托奎山是南極洲的山峰，位於南設得蘭群島中利文斯頓島西部，是若望保祿二世半島北端，處於希里夫角以南1公里和拉帕努伊角東南面0.85公里，海拔高度82米。

## 外部連結
- Composite Antarctic Gazetteer（页面存档备份，存于）.